# Noć pred Božić (1913.)
Noć pred Božić (rus. Ночь перед Рождеством, translit. Nočj pered Roždestvom) ruski je film redatelja Vladislava Stareviča iz 1913. godine.

## Radnja
Vrag dolazi u posjet vještici Solohi. On s njom leti na metli, a onda ukrade mjesec i odluči ga sakriti u krpu. Pijani kozaci odlaze kući u mraku. Soloha ih pak skriva u vrećama. Njezin sin pokušava se udvarati lijepoj djevojci imena Oksana.

## Uloge
- Ivan Muzžuhin
- Olga Obolenskaja
- Lidija Tridenskaja
- Pavel Lopuhin

## Vanjske poveznice
- Nočj pered Roždestvom na Kino Poisk